# Al Mulock
Alfred „Al“ Mulock Rogers (* 30. Juni 1926 in Toronto, Ontario; † Mai 1968 bei Guadix, Spanien) war ein kanadischer Schauspieler, Regisseur und Intendant.

## Leben
Mulock war der Sohn von Adele Cawthra Mulock und Alfred Rogers.
Sein Urgroßvater war der kanadische Postmaster General und Arbeitsminister Sir William Mulock (1844–1944).
Im Frühjahr 1949 kaufte Mulock gemeinsam mit seiner damaligen Frau eine Scheune bei Jackson’s Point am Lake Simcoe (nördlich von Toronto) und baute sie zu einem Sommertheater mit 300 Sitzen um. Bei der Einweihung dieses Red Barn Theatres sang Harry Belafonte a cappella, die erste Spielzeit im Sommer 1949 war dank der aufgeführten ernsthaften Dramatik (Tennessee Williams’ The Glass Menagerie, Lillian Hellmans The Little Foxes) allerdings ein finanzieller Misserfolg. Mulock verließ die Bühne daraufhin; das Red Barn Theatre existiert allerdings noch heute und ist damit Kanadas ältestes Sommertheater.
Anfang der 1950er Jahre ging Mulock nach England und arbeitete dort als Fernseh- und Filmschauspieler, üblicherweise in kleinen Nebenrollen. Seine erste nachweisbare Filmrolle war 1955 ein Kurzauftritt als Killer in Joe MacBeth, einem von der Kritik als eher misslungen empfundenen Versuch von Regisseur Ken Hughes, Shakespeares Tragödie als Gangsterdrama zu modernisieren. Es folgten unter anderem Auftritte in zwei Tarzan-Filmen mit Gordon Scott (Tarzan’s Greatest Adventure und Tarzan the Magnificent) und in mehreren von Ken Hughes inszenierten Starvehikeln für den Popsänger Anthony Newley (In the Nick, Jazz Boat und The Small World of Sammy Lee).
Nach seiner finalen britischen Filmarbeit in Freddie Francis’ Amicus-Horrorfilm Dr. Terror's House of Horrors ging Mulock 1965 ins sonnigere Andalusien, den damals bevorzugten Drehort der Italowestern-Welle, wo er zunächst eine seiner wenigen Hauptrollen (in Cecil Barkers Fly from the Hawk) spielte und sich danach als eines der eindrucksvollen Nebenrollengesichter in Spaghetti-Western wie Sergio Leones Il buono, il brutto, il cattivo, Sergio Corbuccis I crudeli und Tonino Valeriis I giorni dell’ira etablierte.
Seine letzte Rolle spielte Mulock im wahrscheinlich bekanntesten Italowestern: In der legendären 13-minütigen Vorspannsequenz von Sergio Leones C’era una volta il West (Spiel mir das Lied vom Tod) spielt er mit Woody Strode und Jack Elam einen der drei Banditen, die auf dem Wüstenbahnhof von Cattle Corner schweigend auf Charles Bronson warten.
Bei den Dreharbeiten zu diesem Film stürzte sich Mulock in seinem Filmkostüm aus dem Fenster seines Hotelzimmers und verstarb wenig später im Krankenhaus.

## Filmografie (Auswahl)
- 1955: Legion der Hölle (Joe Macbeth)
- 1957: Morgen wirst du mich töten (Kill Me Tomorrow)
- 1957: Der Mann, den keiner kannte (Interpol)
- 1958: Death Over My Shoulder
- 1958: Zügellos (High Hell)
- 1959: Tarzans größtes Abenteuer (Tarzan’s Greatest Adventure)
- 1960: In the Nick – Regie: Ken Hughes
- 1960: Jazz Boat – Regie: Ken Hughes
- 1960: Tarzan, der Gewaltige (Tarzan the Magnificent)
- 1961: Gebrandmarkt (The Mark)
- 1961: Platz nehmen zum Sterben (The Hellions)
- 1963: Bob auf Safari (Call Me Bwana)
- 1963: Der Gehetzte von Soho (The Small World of Sammy Lee)
- 1965: Die Todeskarten des Dr. Schreck (Dr. Terror’s House of Horrors)
- 1966: Huyendo del halcón – Regie: Cecil Barker
- 1966: Sie fürchten weder Tod noch Teufel (Lost Command)
- 1966: Zwei glorreiche Halunken (Il buono, il brutto, il cattivo)
- 1967: Die Grausamen (I crudeli)
- 1967: El tesoro de Makuba – Regie: José María Elorrieta
- 1967: Die Hexe ohne Besen (Una bruja sin escoba)
- 1967: Spiegelbild im goldenen Auge (Reflections in a Golden Eye)
- 1967: Battle Beneath the Earth
- 1967: Der Tod ritt dienstags (I giorni dell’ira)
- 1968: Spiel mir das Lied vom Tod (C’era una volta il West)